# Frittata

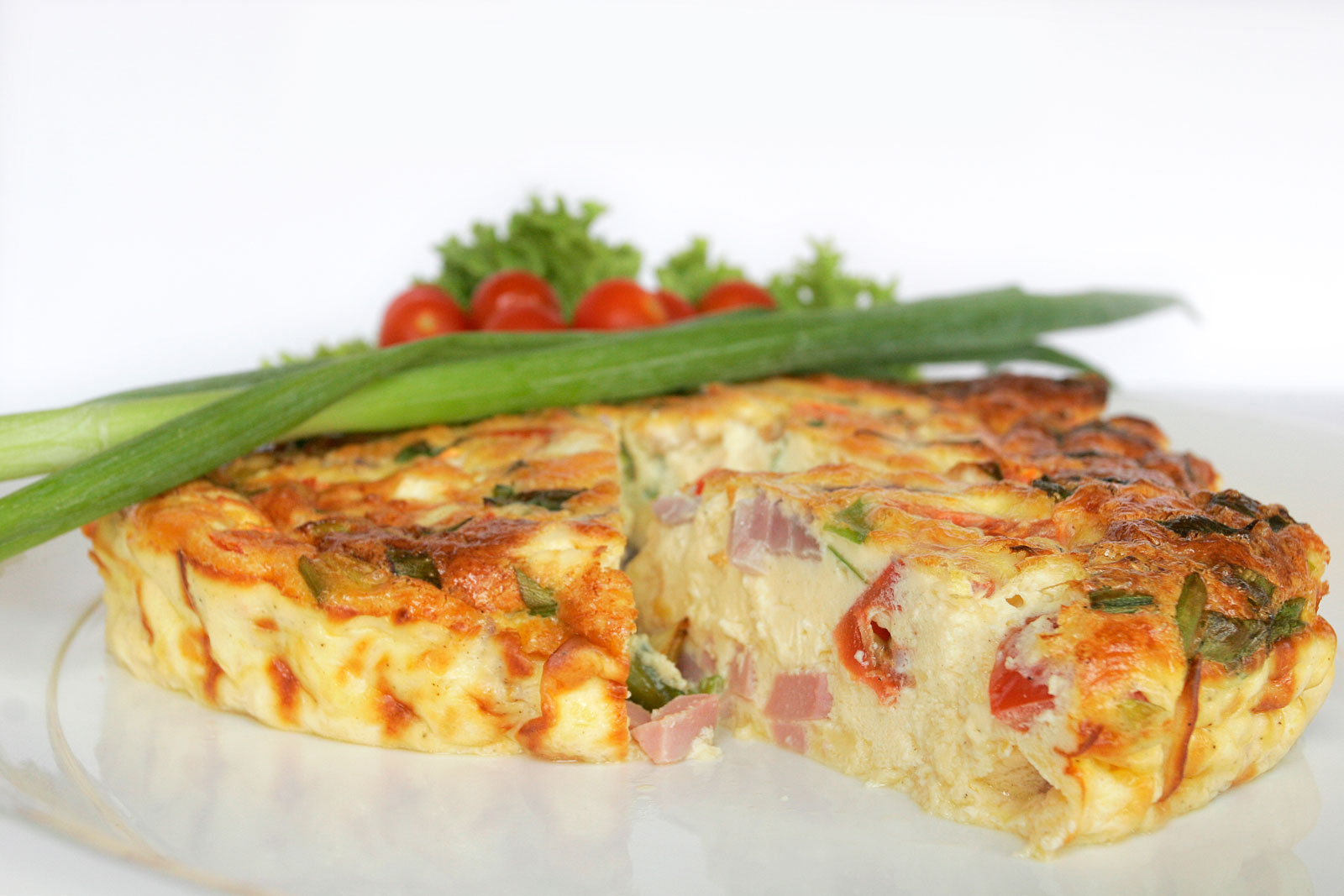
Frittata.

La frittata, del italiano fritto (participio del verbo friggere (freír) y del latín frixùra), es una especialidad de la cocina italiana similar a la tortilla de patatas y que se suele rellenar de diferentes ingredientes tales como vegetales, quesos, embutidos, setas, etc. 
En España está la tortilla de patatas y en Francia está la omelette, que a diferencia de la frittata debe permanecer más cremoso y se le agregan los otros ingredientes al final de la cocción, cuando la omelette se dobla sobre sí mismo. En Alemania y Austria, la tortilla, se sirve en forma de panqueques cortados en tiras y enrollados, se sirve en caldo. En vez de estar elaborada en forma de hoja como el resto de tortillas la frittata es abierta y se le añaden los condimentos y acompañamientos en su parte superior (similar a una pizza). Se puede preparar similar a la tortilla española.

## Características
Una de las preparaciones más difundidas es la frittata di cipolle (de cebolla). Se trata de un plato fundamentado en la tradición popular italiana y está compuesto de cebollas (preferentemente blancas) que se fríen en abundante aceite de oliva, huevo, sal, queso gratinado y pimienta. La frittata di cipolle es un plato de gente humilde y en el siglo pasado era consumida por los trabajadores durante el día. En la actualidad se le acompaña con diversos ingredientes y se puede solicitar en casi cualquier restaurante de Italia.
Frittata di maccheroni se prepara reusando las sobras de pasta como spaghetti o vermicelli, huevo, tomate, aceite de oliva, ajo, sal y pimienta. Este plato también es común en Suecia y Finlandia, en muchas variedades con carne o pescado.